# Цитлидзе, Гиви Акакиевич
Гиви Акакиевич Цитлидзе — участник Великой Отечественной войны, советский хозяйственный, государственный и политический деятель, председатель колхоза имени Ленина села Натанеби Махарадзевского района Грузинская ССР Герой Социалистического Труда.

## Биография
Родился 25 февраля 1923 года в селе Натанеби Махарадзевского района Закавказской СФСР в грузинской крестьянской семье. Член ВКП(б).
Активный участник Великой Отечественной войны. Призван Махарадзевский РВК, Грузинская ССР, Махарадзевский район. Боевой путь прошёл командиром пулемётного взвода в составе 1-й отдельной гвардейской мотострелковой Калинковичской ордена Суворова бригады (1-й гвардейский танковый Донской ордена Ленина Краснознамённый ордена Суворова корпус, 2-й Белорусский фронт). 
За его плечами: Сталинградская наступательная операция, Среднедонская наступательная операция, Миллерово-Ворошиловградская наступательная операция, Харьковская оборонительная операция, Орловская наступательная операция, Гомельско-Речицкая наступательная операция, Калинковичско-Мозырская наступательная операция, Белорусская наступательная операция, Бобруйская наступательная операция,Минская наступательная операция, Восточно-Прусская наступательная операция, Млавско-Эльбингская наступательная операция, Восточно-Померанская наступательная операция, Берлинская наступательная операция. На заключительном этапе войны гвардии лейтенант Цитлидзе командовал стрелковой ротой. За мужество и доблесть, проявленные при освобождении Белоруссии, он был награждён орденом Красной Звезды, а в наступательных боях с 14 по 23 января 1945 года на территории Польши гвардии лейтенант Цитлидзе был награждён орденом Александра Невского.
После демобилизации в 1945 году Гиви Акакиевич вернулся на родину и трудился в колхозе имени Берия родного села Натанеби Махарадзевского района Грузинской ССР (ныне – Грузия). В 1953 году колхоз был переименован в колхоз имени Ленина Натанебского сельсовета, а в начале 1960-х годов его избрали председателем колхоза, которым руководил прежний председатель Герой Социалистического Труда Джабуа, Василий Виссарионович.
Хозяйство славилось высокими урожаями сортового зелёного чайного листа, кукурузы и других видов сельскохозяйственных культур. Труженики колхоза имени Ленина под руководством Г. А. Цитлидзе продолжили удерживать передовые позиции по Махарадзевскому району. По итогам работы в 7-й семилетке (1959–1965) председатель Цитлидзе был награждён орденом Ленина.
Указом Президиума Верховного Совета СССР от 8 апреля 1971 года за выдающиеся успехи, достигнутые в развитии сельскохозяйственного производства и выполнении пятилетнего плана продажи государству продуктов земледелия и животноводства, Цитлидзе Гиви Акакиевичу присвоено звание Героя Социалистического Труда с вручением ордена Ленина и золотой медали «Серп и Молот».
По итогам работы в 1977 году он был награждён третьим орденом Ленина.
После реорганизации хозяйства Г. А. Цитлидзе продолжал работать директором агропромышленной фирмы «Натанеби» до 1995 года.
Избирался депутатом Верховного Совета СССР 4-го, 10-го и 11-го созывов (1954–1958, 1979–1989).
Проживал в родном селе Натанеби (ныне – Озургетского муниципалитета Гурии).

## Награды
- Золотая медаль «Серп и Молот» (08.04.1971) — за высокие показатели в сельском хозяйстве
- Орден Ленина (02.04.1966)
- Орден Ленина (08.04.1971)
- Орден Ленина (22.02.1978)
- Орден Александра Невского (21.02.1945)[3]
- Орден Отечественной войны I степени (11.03.1985)[4]
- Орден Красной Звезды (11.09.1944)[2]
- Медаль «За освобождение Варшавы» (09.06.1945)[5]
- Медаль «В ознаменование 100-летия со дня рождения Владимира Ильича Ленина» (6 апреля 1970)

- Медаль «За трудовое отличие» (2.04.1966)
- Медаль «За победу над Германией в Великой Отечественной войне 1941—1945 гг.» (9 мая 1945[6])[7]
- Юбилейная медаль «Двадцать лет Победы в Великой Отечественной войне 1941—1945 гг.» (7 мая 1965[8])
- Юбилейная медаль «Тридцать лет Победы в Великой Отечественной войне 1941—1945 гг.»[9]
- Медаль «Сорок лет Победы в Великой Отечественной войне 1941-1945 гг.»[10]
- Медаль «Ветеран труда»
- Медаль «30 лет Советской Армии и Флота»[11]
- Юбилейная медаль «40 лет Вооружённых Сил СССР»[12]
- Юбилейная медаль «50 лет Вооружённых Сил СССР» (26 декабря 1967[13])
- Юбилейная медаль «60 лет Вооружённых Сил СССР» (28 января 1978[14])

- Знак «Гвардия»
- Знак МО СССР «25 лет Победы в Великой Отечественной войне» (24 апреля 1970)

## Память
- На могиле установлен надгробный памятник.
- Его имя увековечено в Главном Храме Вооружённых сил России, и навсегда запечатлено на мемориале «Дорога памяти»